# Julio Madero González
Julio Madero González (* 6. Juli 1886 in Parras de la Fuente, Coahuila; † 5. Juli 1946 in Mexiko-Stadt) war ein mexikanischer Botschafter.

## Leben
Die Brüder von Julio Madero González waren Emilio, Raúl, Gustavo Adolfo Madero und Francisco Madero.
Er heiratete Carmen Garcia, ihre Tochter war Carmen.
Julio Madero González studierte Bergbauwesen.
Er begleitete Francisco Madero als dieser am 20. November 1910 versuchte nach Mexiko einzureisen. Er kämpfte gegen Huerta.
| Vorgänger              | Amt                                                                           | Nachfolger                           |
| ---------------------- | ----------------------------------------------------------------------------- | ------------------------------------ |
| Eduardo F. Hay         | Mexikanischer Botschafter in Rom 18. November 1923 bis 22. Dezember 1924      | Rafael Nieto Compeán                 |
| Juan Francisco Urquidi | Mexikanischer Botschafter in Bogotá 11. Mai 1932 bis 19. Dezember 1932        | Esteban García de Alba               |
| Enrique Bordes Mangel  | Mexikanischer Botschafter in San Salvador 13. Juni 1925 bis 18. November 1927 | Juan Francisco Urquidi               |
| Enrique Bordes Mangel  | Mexikanischer Botschafter in Tegucigalpa 20. Juni 1925 bis 11. März 1927      | Crisóforo Justiniano Canseco Álvarez |